# Хамаса
Хамаса (араб. حماسة — «доблесть») — антологія найкращих уривків про вояцькі подвиги з приблизно 570 давньоарабських поетів VI—VIII століть, скомпільована в IX столітті. «Хамаса» містить 10 книг з 884 поемами (в основному — фрагменти). Як зауважив сходознавець Віктор Розен, «Хамаса» може вважатися взірцем творчості північно-арабського племені таїтів, до якого зводив свій родовід укладач цієї антології — Абу Таммам (807—846).

Його учень поет Абу Убада аль-Валід ібн Убейт ат-Таї аль Бугтурі (819 або 820—897), наслідуючи вчителя, створив Малу Хамасу, переважно дидактичного змісту, ввівши до неї 1400 віршів від 600 поетів.

## Зміст
Перший розділ «Хамаси» присвячений пісням військової доблесті (звідси і назва книги), другий — голосіння за вбитими і елегії, третій — вислови і правила суспільної моралі, четвертий — витончені любовні пісні, п'ятий — сатири, шостий — гостинність і вихваляння, сьомий — опис картин і явищ природи, восьмий — шлях і відпочинок, дев'ятий — жарти та дотепи, десятий — глузування над жінками. За естетичністю і художністю «Хамаса» вище муаллак.